# ワスコ郡 (オレゴン州)
ワスコ郡（英: Wasco County）は、アメリカ合衆国オレゴン州にある郡。郡の名称は、ワスコと呼ばれるコロンビア川南側で生活していたチヌーク系部族の名に由来する。人口は2万6670人（2020年）。郡庁所在地は、ザ・ダルズ。

## 歴史

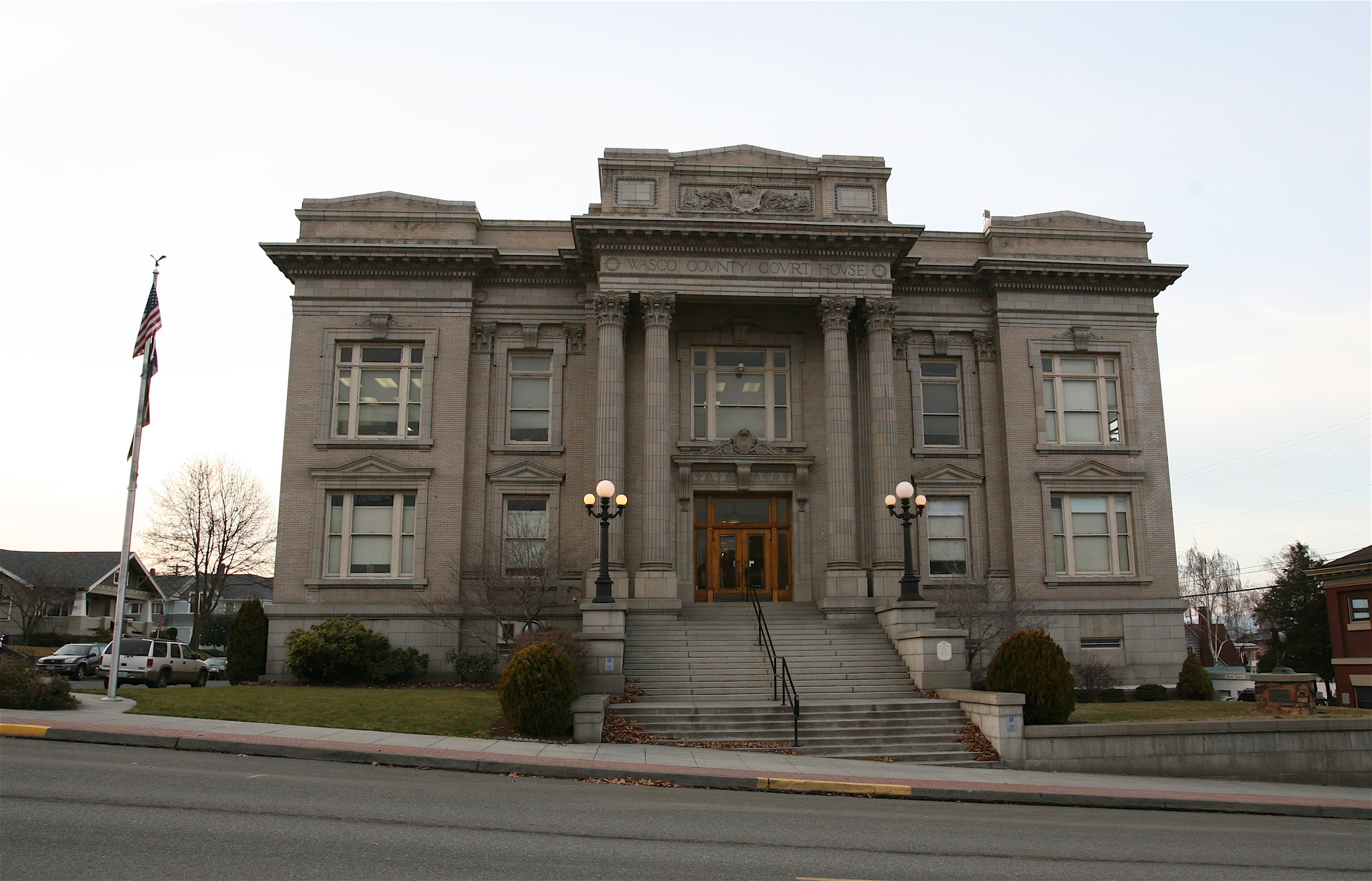
ザ・ダルズにあるワスコ郡庁舎

コロンビア川のセライロの滝は、古くからワスコ族、パイユート族、ウォーム・スプリングス族などの先住民が集まる場所だったため、民族間の主要な貿易中心として栄えた。フランス系カナダ人の毛皮商たちは、この渓流を Le Grand Dalles de la Columbia （コロンビアの大滝）と名付けた。
ザ・ダルズは当初、ウィラメット渓谷へ向かう移民者達の道の途中駅であった。カスケード山脈を越える開拓者道路の建設（1845年）や、Donation Land Claim Act （1850年）により、この地に定住する家庭が多くなった。その後、ワスコ郡は河川交通や陸上交通の要所として栄えた。
1854年1月11日、オレゴン準州議会によりクラカマス郡、レーン郡、リン郡、マリオン郡の一部分離させてワスコ郡が発足。発足当初、ワスコ郡は340,000 km2（130,000 mi2）の面積を有し、アメリカ合衆国で最大の郡であった。ワシントン準州や他のオレゴンの郡が発足していくに従って、ワスコ郡は現在の面積まで縮小した。郡成立時に郡庁がダ・ダルズに置かれた。
コロンビア川の河川交通は、マルトノマ郡のボンネビル・ダム（1935年）、ワスコ郡のザ・ダルズ・ダム（1957年）の建設により、大きな影響を受けた。

## 経済
郡の経済は、農業（果樹、小麦、牧場）、伐木業、製造業、発電、交通、観光に頼っている。アルミニウムの生産はかつてこの地域の主要産業であったが、電気代の変動と世界規模でのアルミニウム価格の下落により、郡にあった多くのアルミニウム鋳造工場が閉鎖した。

## 地理
アメリカ合衆国国勢調査局によれば、ワスコ郡の総面積 6,204 km2（2,395 mi2）の内、6,167 km2（2,381 mi2）が陸地、37 km2（14 mi2）が水地である。

### 隣接郡
- フッドリバー郡 - 西
- クラカマス郡 - 西
- マリオン郡 - 南西
- ジェファーソン郡 - 南
- ウィーラー郡 - 南東
- ギリアム郡 - 東
- シャーマン郡 - 東
- クリッキタト郡（ワシントン州） - 北

## 都市と町
- ザ・ダルズ（郡庁所在地）
- アンテロープ
- ドゥーファー
- モーピン
- モージア
- シャニコ

### 非法人地域、国勢調査指定地域
| - チェノウェス - パイン・グローヴ - パイン・ホロー - レール・ホロー | - ライス - ロウェナ - タイ・ヴァレー - ワミック |

### ゴーストタウン
- ボイド
- フレンド